# Université centrale des Philippines
L’université centrale des Philippines (anglais : Central Philippine University), parfois abrégé en « Centrale » ou « CPU », est une université privée chrétienne évangélique baptiste et un centre de recherche situés à Iloilo, aux Philippines. Elle est affiliée à la Convention des églises baptistes des Philippines. 

## Histoire
L'université a ses origines dans une école fondée en 1905 par des missionnaires des Ministères baptistes américains internationaux,.  En 1923, elle devient l'Université Centrale des Philippines  ,. En 2019, elle comptait 7,673 étudiants.

## Accréditations
L’université est membre de la Convention des églises baptistes des Philippines, de l’United Board for Christian Higher Education in Asia, de l’Association of Christian Schools, Colleges and Universities (ACSCU) et de l’Association of Christian Universities and Colleges in Asia (ACUCA) .

## Campus

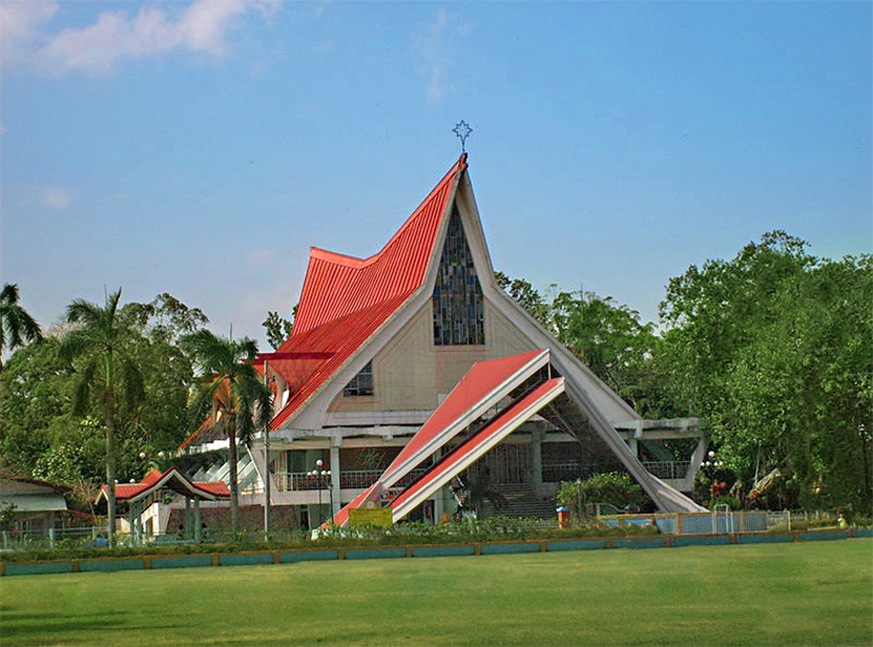
Chapelle universitaire
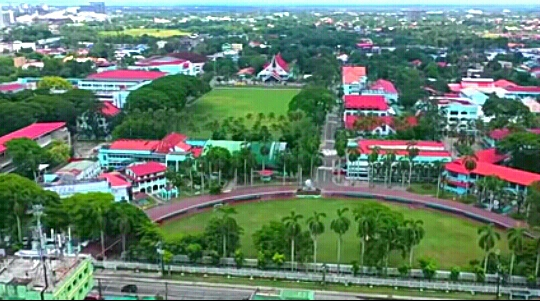
Vue du campus
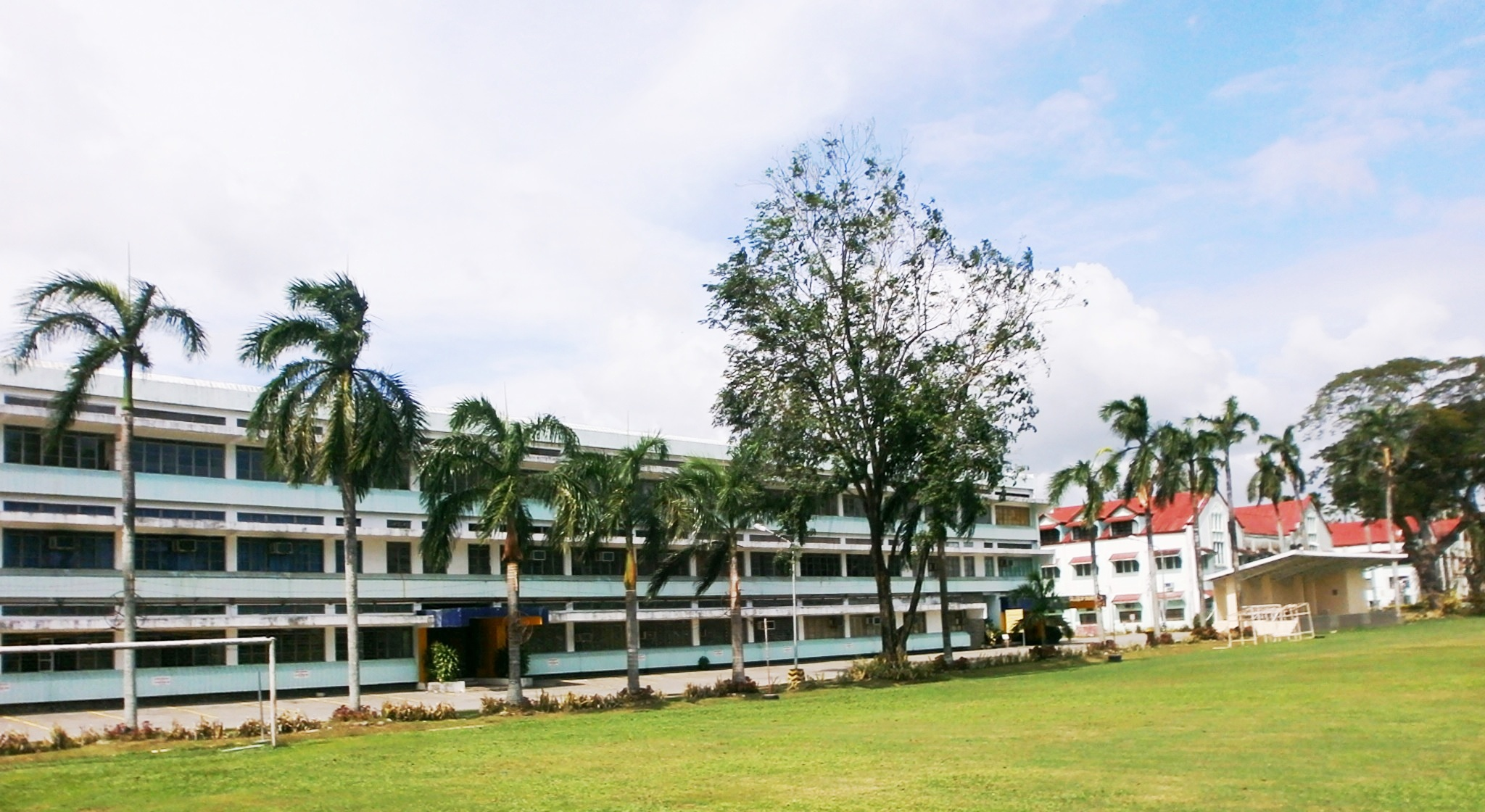
Collège d'ingénierie
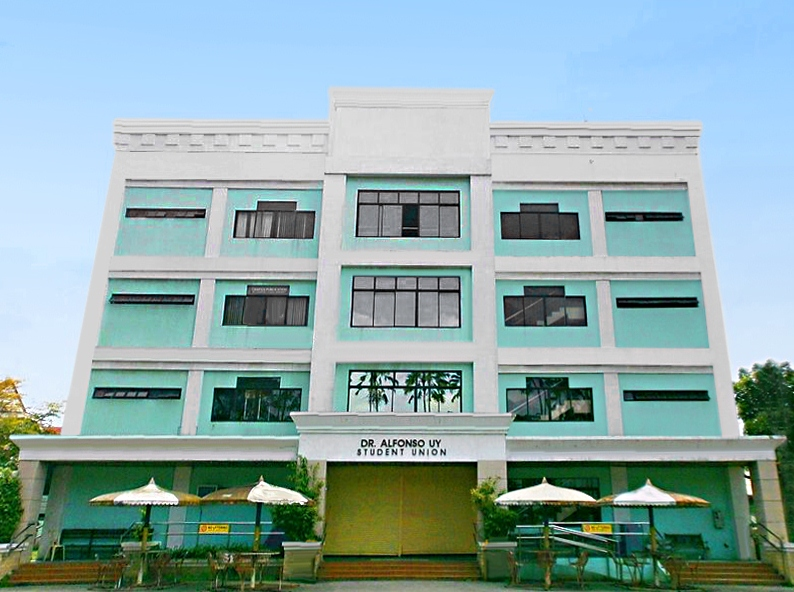
Bâtiment du syndicat étudiant Alfonso A. Uy